# Toquistiné
Toquistiné (Touquistiné, Tokistiné), jedno pd plemena Lulean Indijanaca koje je u rano kolonijalno doba obitavalo u području Chaca u Argentini. Godine 1751. zajedno sa srodnim plemenom Isistiné smješteni su na misiju San Juan Bautista blizu Balbuene na rijeci Salado, današnja provincija Salta., gdje ih je preostalo 740 (1751)